# Nuoto ai campionati mondiali di nuoto 2023 - 1500 metri stile libero maschili
La gara di nuoto dei 1500 metri stile libero maschili dei campionati mondiali di nuoto 2023 è stata disputata il 29 e il 30 luglio 2023 presso il Fukuoka Convention Center di Fukuoka. Vi hanno preso parte 29 atleti provenienti da 24 nazioni.
La competizione è stata vinta dal nuotatore tunisino Ahmed Hafnaoui, mentre l'argento e il bronzo sono andati rispettivamente allo statunitense Robert Finke e all'australiano Samuel Short.

## Podio
| Posizione | Atleta         | Nazionalità |
| --------- | -------------- | ----------- |
| Oro       | Ahmed Hafnaoui | Tunisia     |
| Argento   | Robert Finke   | Stati Uniti |
| Bronzo    | Samuel Short   | Australia   |

## Programma
| Data           | Ora (UTC+9) | Turno    |
| -------------- | ----------- | -------- |
| 29 luglio 2023 | 11:52       | Batterie |
| 30 luglio 2023 | 20:16       | Finale   |

## Record
Prima della competizione il record del mondo e il record dei campionati erano i seguenti:
| Record mondiale       | 14'31"02 | Sun Yang Cina               | 4 agosto 2012 Londra, Regno Unito |
| Record dei campionati | 14'32"80 | Gregorio Paltrinieri Italia | 25 giugno 2022 Budapest, Ungheria |

Durante la competizione è stato battuto il seguente record:
| Data      | Evento | Atleta         | Nazione | Tempo    | Record                |
| --------- | ------ | -------------- | ------- | -------- | --------------------- |
| 30 luglio | Finale | Ahmed Hafnaoui | Tunisia | 14'31"54 | Record dei campionati |

## Risultati

### Batterie
| Pos. | Batteria | Corsia | Atleta                       | Nazionalità   | Tempo    | Note             |
| ---- | -------- | ------ | ---------------------------- | ------------- | -------- | ---------------- |
| 1    | 2        | 2      | Robert Finke                 | Stati Uniti   | 14'43"06 | Q                |
| 2    | 2        | 4      | Daniel Wiffen                | Irlanda       | 14'43"50 | Q                |
| 3    | 3        | 8      | Ahmed Hafnaoui               | Tunisia       | 14'49"53 | Q                |
| 4    | 3        | 3      | Lukas Martens                | Germania      | 14'51"20 | Q                |
| 5    | 3        | 5      | Mykhailo Romanchuk           | Ucraina       | 14'52"15 | Q                |
| 6    | 3        | 6      | Samuel Short                 | Australia     | 14'53"38 | Q                |
| 7    | 3        | 7      | Kristof Rasovszky            | Ungheria      | 14'54"09 | Q                |
| 8    | 3        | 1      | David Aubry                  | Francia       | 14'54"29 | Q                |
| 9    | 3        | 0      | Marwan Elkamash              | Egitto        | 14'55"19 |                  |
| 10   | 2        | 2      | Damien Joly                  | Francia       | 14'56"31 |                  |
| 11   | 3        | 2      | Charlie Clark                | Stati Uniti   | 14'57"16 |                  |
| 12   | 2        | 3      | Fei Liwei                    | Cina          | 14'57"50 |                  |
| 13   | 2        | 8      | Luca De Tullio               | Italia        | 14'57"68 |                  |
| 14   | 2        | 6      | Daniel Jervis                | Gran Bretagna | 14'57"88 |                  |
| 15   | 2        | 1      | Dávid Betlehem               | Ungheria      | 14'59"76 |                  |
| 16   | 1        | 4      | Krzysztof Chmielewski        | Polonia       | 15'01"89 |                  |
| 17   | 2        | 0      | Henrik Christiansen          | Norvegia      | 15'02"31 |                  |
| 18   | 1        | 5      | Dimitrios Markos             | Grecia        | 15'07"61 |                  |
| 19   | 2        | 7      | Carlos Garach Benito         | Spagna        | 15'08"02 |                  |
| 20   | 3        | 4      | Florian Wellbrock            | Germania      | 15'10"33 |                  |
| 21   | 2        | 9      | Ahmed Akaram                 | Egitto        | 15'11"06 |                  |
| 22   | 1        | 3      | Alfonso Enrique Mestre Vivas | Venezuela     | 15'14"10 | Record nazionale |
| 23   | 1        | 7      | Righardt Muller              | Sudafrica     | 15'33"82 |                  |
| 24   | 1        | 1      | Ratthawit Thammananthachote  | Thailandia    | 15'39"46 |                  |
| 25   | 1        | 2      | Aryan Nehra                  | India         | 15'39"47 |                  |
| 26   | 1        | 8      | Rodolfo Falcon Jr            | Cuba          | 15'49"72 |                  |
| 27   | 1        | 6      | Huu Kim Son Nguyen           | Vietnam       | 16'20"45 |                  |
| 28   | 1        | 0      | Timothytek-Sing Leberl       | Mauritius     | 16'27"67 | Record nazionale |
| 29   | 1        | 9      | Hendrik Powdar               | Suriname      | 17'58"15 |                  |
| -    | 3        | 9      | Kim Woo-min                  | Corea del Sud | -        | dns              |

### Finale
| Pos.    | Corsia | Atleta             | Nazionalità | Tempo    | Note |
| ------- | ------ | ------------------ | ----------- | -------- | ---- |
| Oro     | 4      | Ahmed Hafnaoui     | Tunisia     | 14'31"54 |      |
| Argento | 5      | Robert Finke       | Stati Uniti | 14'31"59 |      |
| Bronzo  | 3      | Samuel Short       | Australia   | 14'37"28 |      |
| 4       | 1      | Daniel Wiffen      | Irlanda     | 14'43"01 |      |
| 5       | 8      | Lukas Martens      | Germania    | 14'44"51 |      |
| 6       | 6      | Kristof Rasovszky  | Ungheria    | 14'51"46 |      |
| 7       | 7      | Mykhailo Romanchuk | Ucraina     | 14'53"21 |      |
| 8       | 2      | David Aubry        | Francia     | 14'56"63 |      |